# Tara (jméno)
Tara je ženské křestní jméno nejasného významu.
Tara je jednak anglická forma irského místa jménem Teamhair, které možná znamená hora, vrch ve skotské keltštině. Jménu se dostala popularita díky knize Severu proti Jihu.
Tara také znamená hvězda v sanskrtu. Je to jméno hinduistické bohyně a rovněž jméno jednoho z bóddhisattvů.

## Známé nositelky jména
- Tara Reid – americká herečka
- Carmen Electra – americká modelka a herečka
- Tara Strong – americká dabérka
- Tara Fitzgerald – britská herečka
- Tara Lipinski – americká krasobruslařka
- Tara Rapoš – dcera české herečky Evy Vejmělkové a slovenského režiséra Dušana Rapoše
- Tara Maclay – postava ze seriálu Buffy, přemožitelka upírů